# Die Moorsoldaten

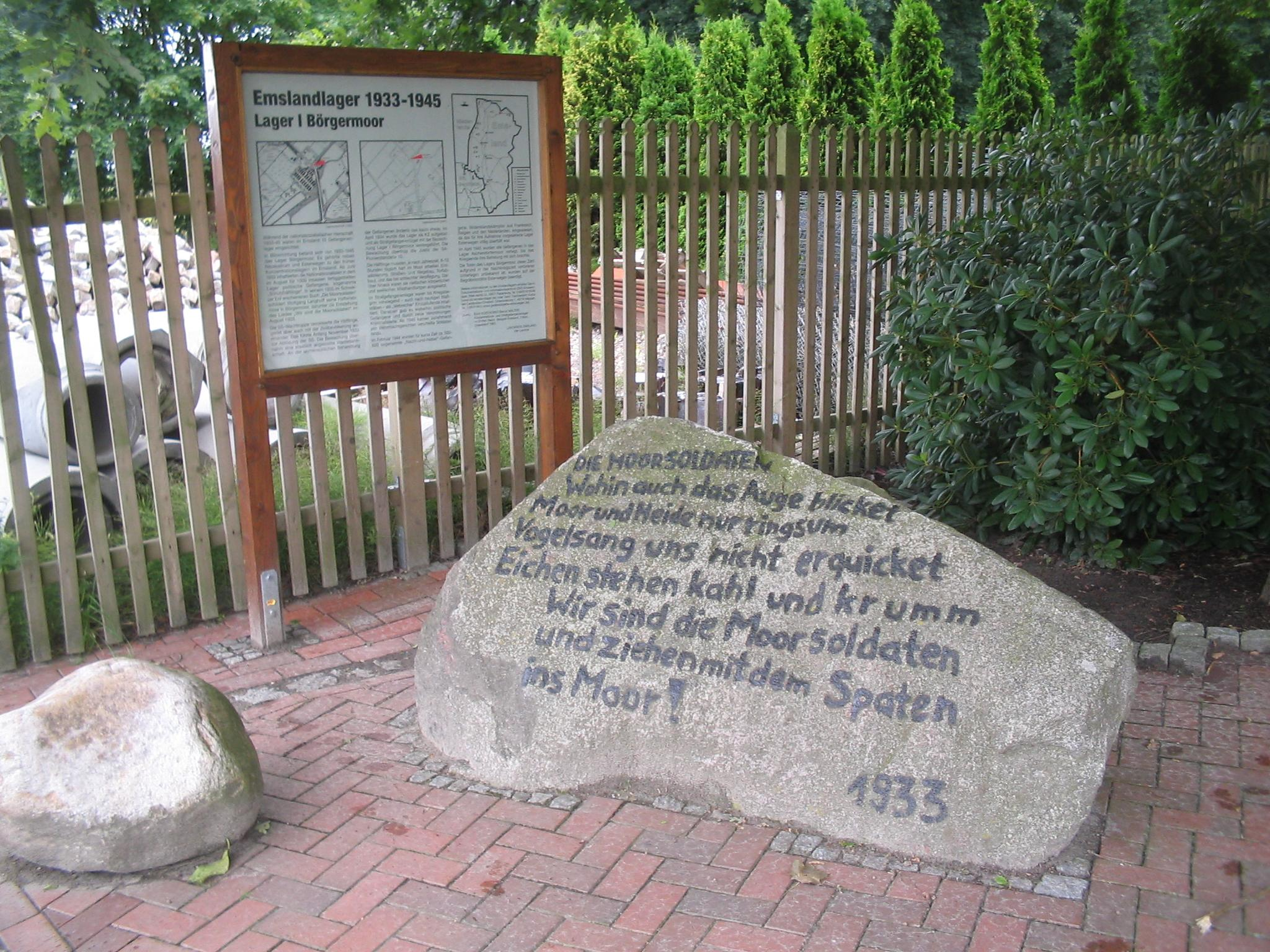
Kamień pamiątkowy w obozie w Borgermoor z wyrytą pierwszą zwrotką „Die Moorsoldaten”

Die Moorsoldaten (inne tytuły: Börgermoorlied, Moorlied) – pieśń napisana w 1933 przez socjaldemokratów i komunistów, więzionych w Börgermoor oraz innych niemieckich obozach zgrupowanych wokół Ems.

## Historia
Słowa utworu napisali górnik Johann Esser i aktor Wolfgang Langhoff, muzykę zaś – Rudi Goguel, jednak w tworzeniu dzieła i poszerzaniu go o kolejne zwrotki brało udział wielu innych osadzonych. Pieśń została pierwszy raz wykonana przez zespół 16 więźniów, byłych aktywistów lewicowych i związkowych, 27 sierpnia 1933.
W 1936, gdy niektórzy osadzeni w Borgermoor zostali uwolnieni, udali się na emigrację, gdzie rozpowszechnili napisaną w obozie pieśń. W 1936 kompozytor Hanns Eisler napisał jej aranżację dla Ernsta Buscha, pieśniarza i uczestnika hiszpańskiej wojny domowej w szeregach Brygad Międzynarodowych. Utwór szybko stał się nieformalnym hymnem niemieckich ochotników w tych jednostkach. Pieśń została również przetłumaczona na francuski (Le chant de marais lub Le chant des deportés), angielski (The Peat Bog Soldiers) i hiszpański (Los soldados del Pantano). Była znana również w innych państwach, które w czasie II wojny światowej znalazły się pod okupacją hitlerowską.

## Treść
Die Moorsoldaten opisuje życie w obozie, pracę wykonywaną przez więźniów przy osuszaniu bagien oraz ich tęsknotę za wolnością. Surowa, oszczędna, oparta na powtarzających się motywach melodia utworu podkreśla surowość i monotonię życia obozowego. Oryginalna wersja zawierała sześć zwrotek, nie licząc tych dopisywanych spontanicznie przez osadzonych, które nie zostały zapisane. Na potrzeby nagrań i wykonań koncertowych wykorzystuje się jednak tylko trzy zwrotki (pierwszą, ostatnią i jedną ze środkowych).

### Najbardziej znane wersje językowe
| Die Moorsoldaten Wohin auch das Auge blicket. Moor und Heide nur ringsum. Vogelsang uns nicht erquicket. Eichen stehen kahl und krum. Wir sind die Moorsoldaten und ziehen mit dem Spaten ins Moor. Wir sind die Moorsoldaten und ziehen mit dem Spaten ins Moor. Auf und nieder geh’n die Posten, keiner, keiner kann hindurch. Flucht wird nur das Leben kosten, vierfach ist umzäunt die Burg. Wir sind die Moorsoldaten und ziehen mit dem Spaten ins Moor. Wir sind die Moorsoldaten und ziehen mit dem Spaten ins Moor. Doch für uns gibt es kein Klagen, ewig kann nicht Winter sein, einmal werden froh wir sagen: Heimat du bist wieder mein. Dann zieh’n die Moorsoldaten nicht mehr mit dem Spaten ins Moor. Dann zieh’n die Moorsoldaten nicht mehr mit dem Spaten ins Moor | Peat Bog Soldiers Far and wide as the eye can wander, Heath and bog are everywhere. Not a bird sings out to cheer us. Oaks are standing gaunt and bare. We are the peat bog soldiers, Marching with our spades to the moor. We are the peat bog soldiers, Marching with our spades to the moor. Up and down the guards are marching, No one, no one can get through. Flight would mean a sure death facing, Guns and barbed wire block our view. We are the peat bog soldiers, Marching with our spades to the moor. We are the peat bog soldiers, Marching with our spades to the moor. But for us there is no complaining, Winter will in time be past. One day we shall rise rejoicing. Homeland, dear, you’re mine at last. No more the peat bog soldiers Will march with our spades to the moor. No more the peat bog soldiers Will march with our spades to the moor. | Los Soldados del Pantano Todo cuanto el ojo abarca está muerto no hay amor Ni un pájaro nos alegra Los robles desnudos nos dan temor. Soldados del pantano las palas en la mano. Soldados del pantano las palas en la mano. Nos vigila la guardia dura ¿Quién podría escapar? Huir es la muerte segura si disparan es para matar. Soldados del pantano las palas en la mano. Soldados del pantano las palas en la mano. De nada nos sirven los lamentos El invierno pronto pasará Llegará el día que gritemos contentos Por fin la patria nuestra será. Ya no habrá más soldados sufriendo en el pantano. Ya no habrá más soldados sufriendo en el pantano. | Le chant de marais Loin vers l’infini s'étendent De grands prés marécageux Et là-bas nul oiseau ne chante Sur les arbres secs et creux Refrain Ô terre de détresse Où nous devons sans cesse Piocher. Dans ce camp morne et sauvage Entouré d’un mur de fer Il nous semble vivre en cage Au milieu d’un grand désert. Bruit des pas et bruit des armes Sentinelles jour et nuit Et du sang, des cris, des larmes La mort pour celui qui fuit. Mais un jour dans notre vie Le printemps refleurira Libre alors, ô ma patrie Je dirai: Tu es à moi. Ô terre d’allégresse Où nous pourrons sans cesse Aimer. |  |  |

## Znani wykonawcy
Die Moorsoldaten, w różnych wersjach językowych, była nagrywana m.in. przez takich artystów jak Paul Robeson, Pete Seeger, Perry Friedman, Pi de la Serra, Welle: Erdball, Joan Baez, Lenny Escudero, The Dubliners, Hannes Wader czy Die Toten Hosen. Mimo braku jednoznacznych odniesień do lewicowości i idei socjalistycznych w tekście pieśni jest ona, ze względu na poglądy polityczne autorów, uważana za pieśń nie tylko obozową, ale i rewolucyjną. Jest wykonywana przez socjalistów, komunistów, jak i pacyfistów.